# Sigytes
Sigytes là một chi nhện trong họ Salticidae.